# Olita Arena
Olita Arena – hala sportowa w Olicie, na Litwie. Została otwarta 1981 roku, a w 2009 rozpoczęto jej rekonstrukcję, która została zakończona pod koniec 2010 roku. Oficjalnie otwarta 12 lutego 2011 roku.
Na Mistrzostwach Europy w koszykówce w 2011 roku rozegrano na niej spotkania grupy C.